# اندیس بوطاهری (C۲)
بوطاهری (C۲) یک اندیس غیرفلزی است که در حوالی شهر رک سفید استان خوزستان قرار دارد و مادهٔ معدنی موجود در آن، صدف آهکی است.سنگ میزبان این اندیس آهک است  